# Ivan Pop
Ivan Pop (26. května 1938 Strabičovo – 14. září 2023 Cheb) byl rusínský historik, slavista, bohemista, rusínista, kulturolog a politolog, který svými díly přispíval k posilování národní svébytnosti rusínského národa. Po pronásledování sovětským režimem v 60. letech byl zklamán také postsovětským vývojem národnostních a politických poměrů na Zakarpatské Ukrajině, a tak od roku 1994 žil a pracoval v České republice.

## Život
Po vyloučení ze studia historie na Užhorodské univerzitě v roce 1960 a „převýchově u dělnické třídy“ dostudoval a působil v Moskvě, od roku 1967 jako vědecký pracovník Ústavu slavistiky a balkanistiky akademie věd. V období glasnosti a demokratizace byl zvolen šéfredaktorem slavistického časopisu Slavjanověděnije (1989–1992), po rozpadu SSSR předpokládal zrušení československo-sovětské smlouvy z roku 1945 týkající se Podkarpatské Rusi. Před odchodem do České republiky působil krátce na univerzitě v Užhorodu.
Ivan Pop byl autorem řady historických publikací, za přispění krajanů z USA vydal Encyklopedii Podkarpatské Rusi s 1150 hesly (Užhorod, 2001, 2006, rusky).